# Marolles (Oise)
Marolles település Franciaországban, Oise megyében. Lakosainak száma 646 fő (2022. január 1.). Marolles Chézy-en-Orxois, La Ferté-Milon, Montigny-l’Allier, Villers-Cotterêts, Autheuil-en-Valois, Mareuil-sur-Ourcq és La Villeneuve-sous-Thury községekkel határos.

## Népesség
A település népességének változása:
| Lakosok száma | 673  | 690  | 699  | 680  | 675  | 668  | 659  | 650  | 646  |
|               | 2013 | 2015 | 2016 | 2017 | 2018 | 2019 | 2020 | 2021 | 2022 |